# Église d'Hjorthagen
L'église d'Hjorthagen (en suédois : Hjorthagens kyrka) est une église située dans le quartier d'Hjorthagen à Stockholm en Suède,.

## Architecture
L'église fait partie de la paroisse d'Engelbrekt rue Dianavägen.
L'église a été conçue par l'architecte Carl Bergsten en 1904. 
Sa construction par le maître d'œuvre Vilhelm Norrbin a commencé en 1907 et elle a été inaugurée le 25 mars 1909 par l'archevêque Johan August Ekman,.
L'édifice est construit en briques rouges, sur un socle en granit avec des poutres de support en béton armé. L'extérieur de l'église suit les dessins de Bergsten de 1907, un mélange de conception inspiré de la Wiener Werkstätte et de l'architecture en brique du romantisme national suédois.
L'intérieur de la nef a une forme basilicale et est remarquablement lumineux et sa  voute a des arcs paraboliques.
La chapelle Saint-Michel est située à gauche de l'entrée principale. La chapelle était auparavant utilisée pour les baptêmes, les mariages et les petits rassemblements. Aujourd'hui, la majeure partie de l'espace est occupée par un ascenseur pour personnes handicapées.

## Intérieur
Les fonts baptismaux conçus par Carl Bergsten sont en stéatite et ont été sculptés par Arthur Sandin.
Les décorations de la nef ont été réalisées par le peintre décorateur Filip Månsson d'après les plans de Bergsten. 
Les sept vitraux du chœur ont été réalisés par l'artiste Eigil Schwab. 
Le retable est sculpté par Tore Strindberg d'après les croquis de Carl Bergsten. 
Lors de la rénovation de 1967, la nappe de l'autel a été dotée d'une couleur brune, ce qui fait ressortir les piliers en briques qui soutiennent le retable. 
Tore Strindberg a également modelé le grand cerf Hubertush, avec une croix et un soleil rayonnant entre les cornes, qui est placé dans le chœur.

## Galerie

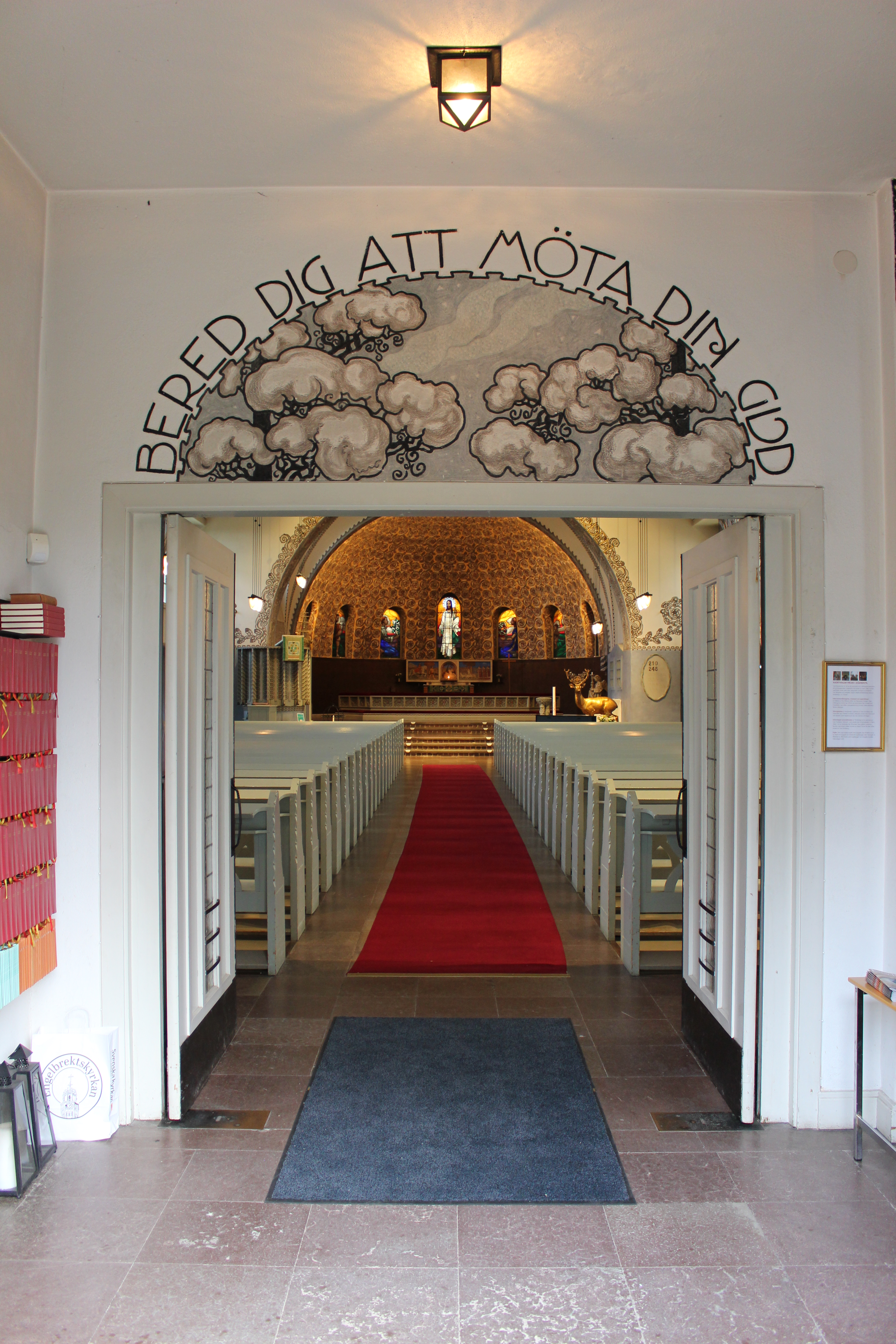
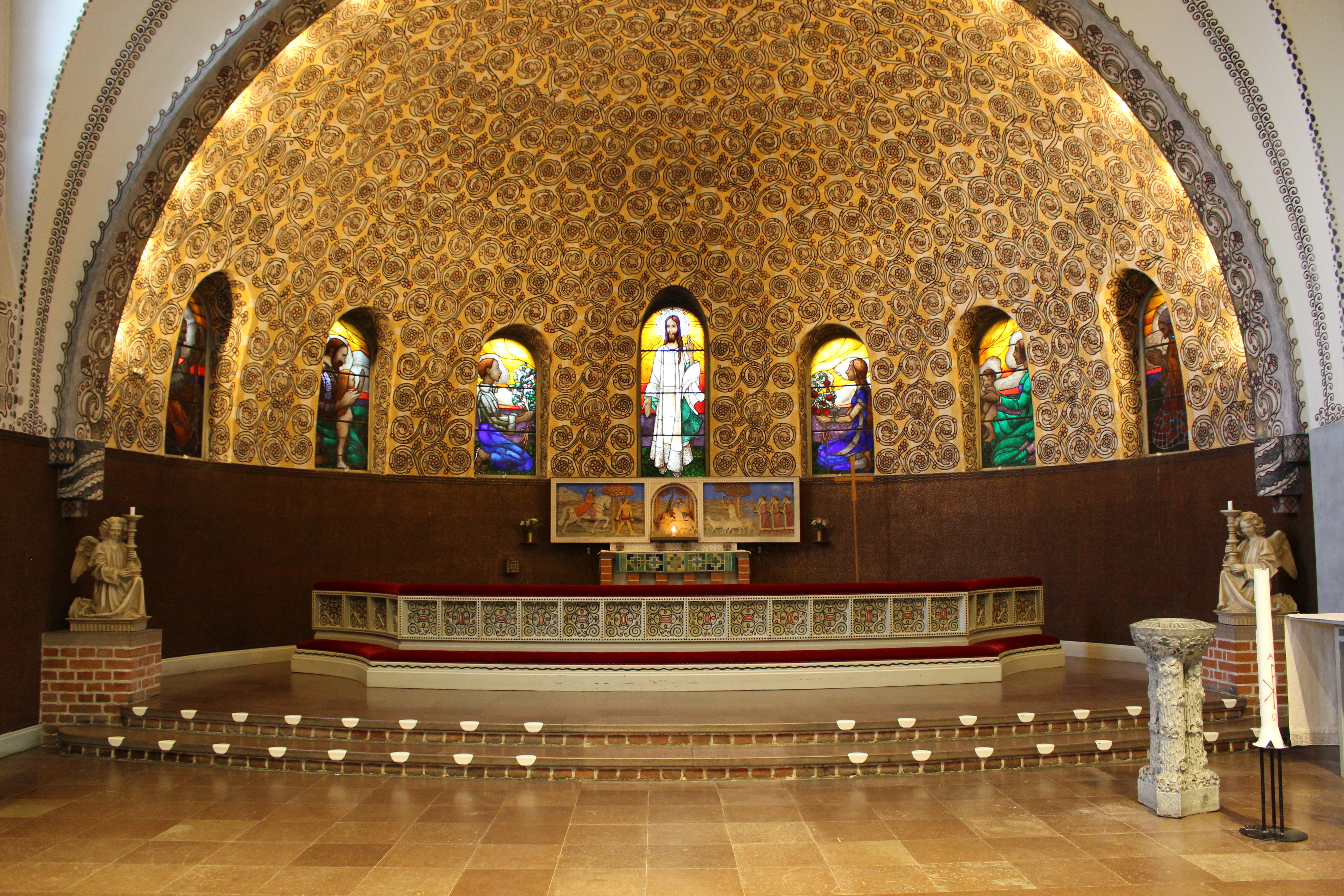
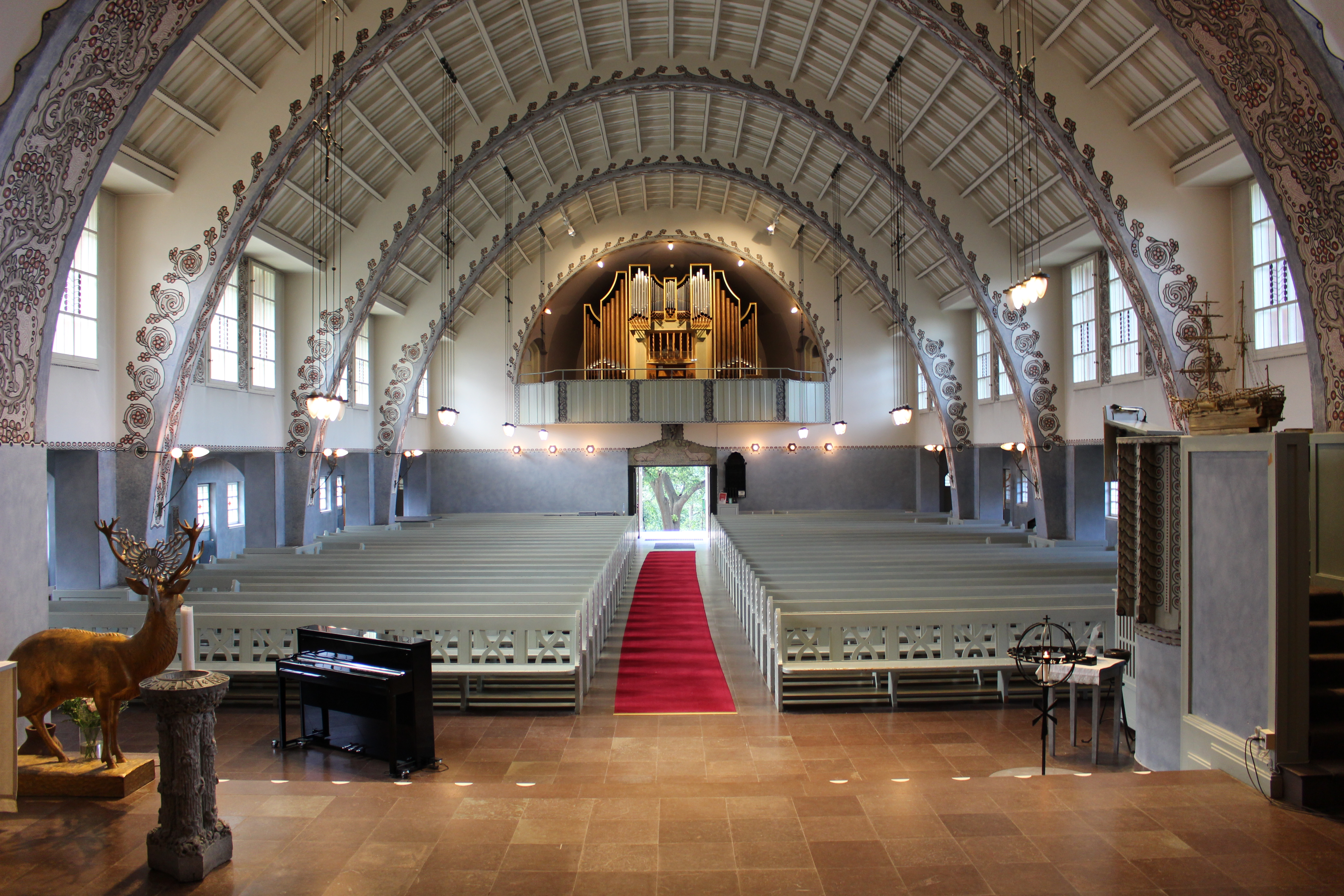
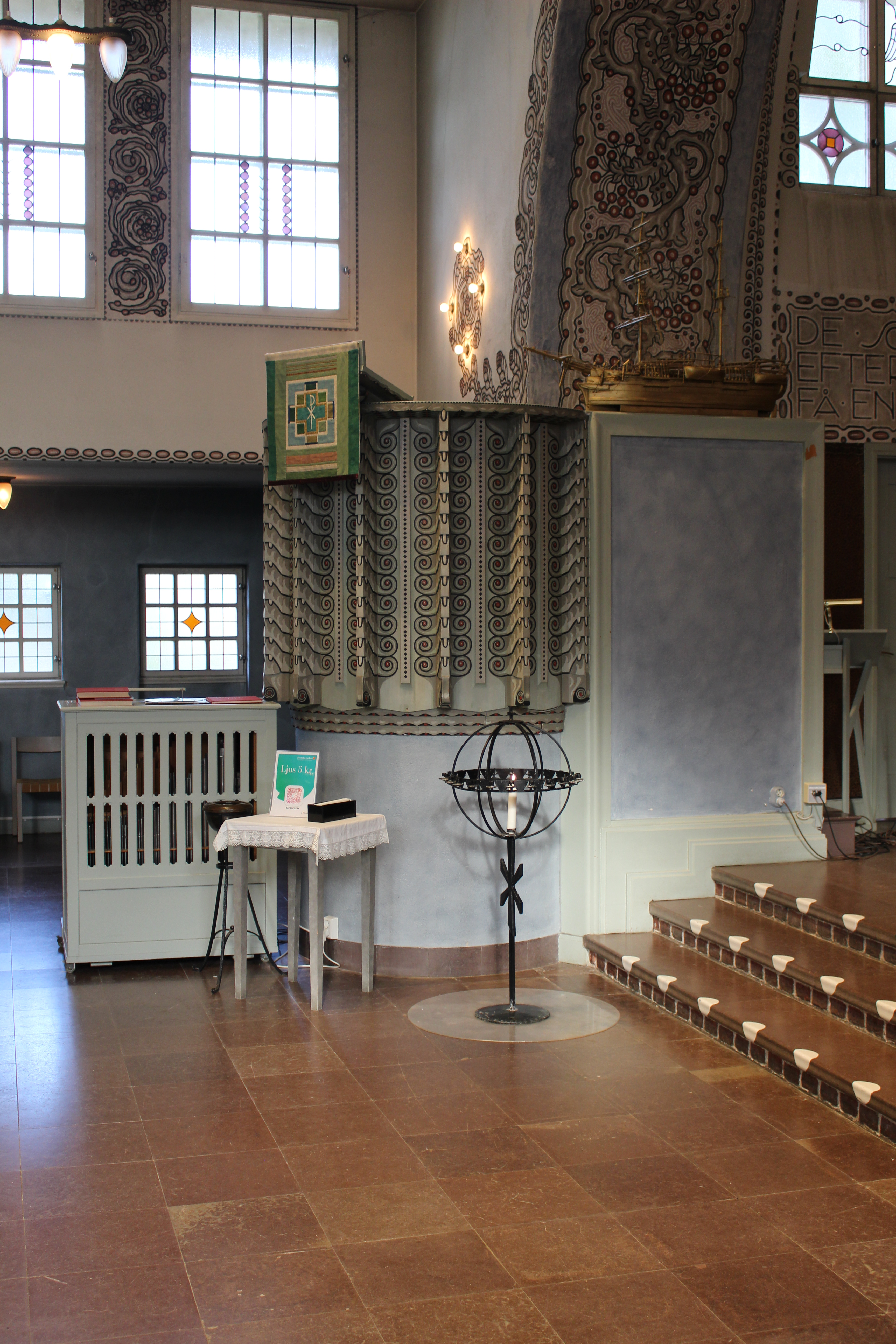

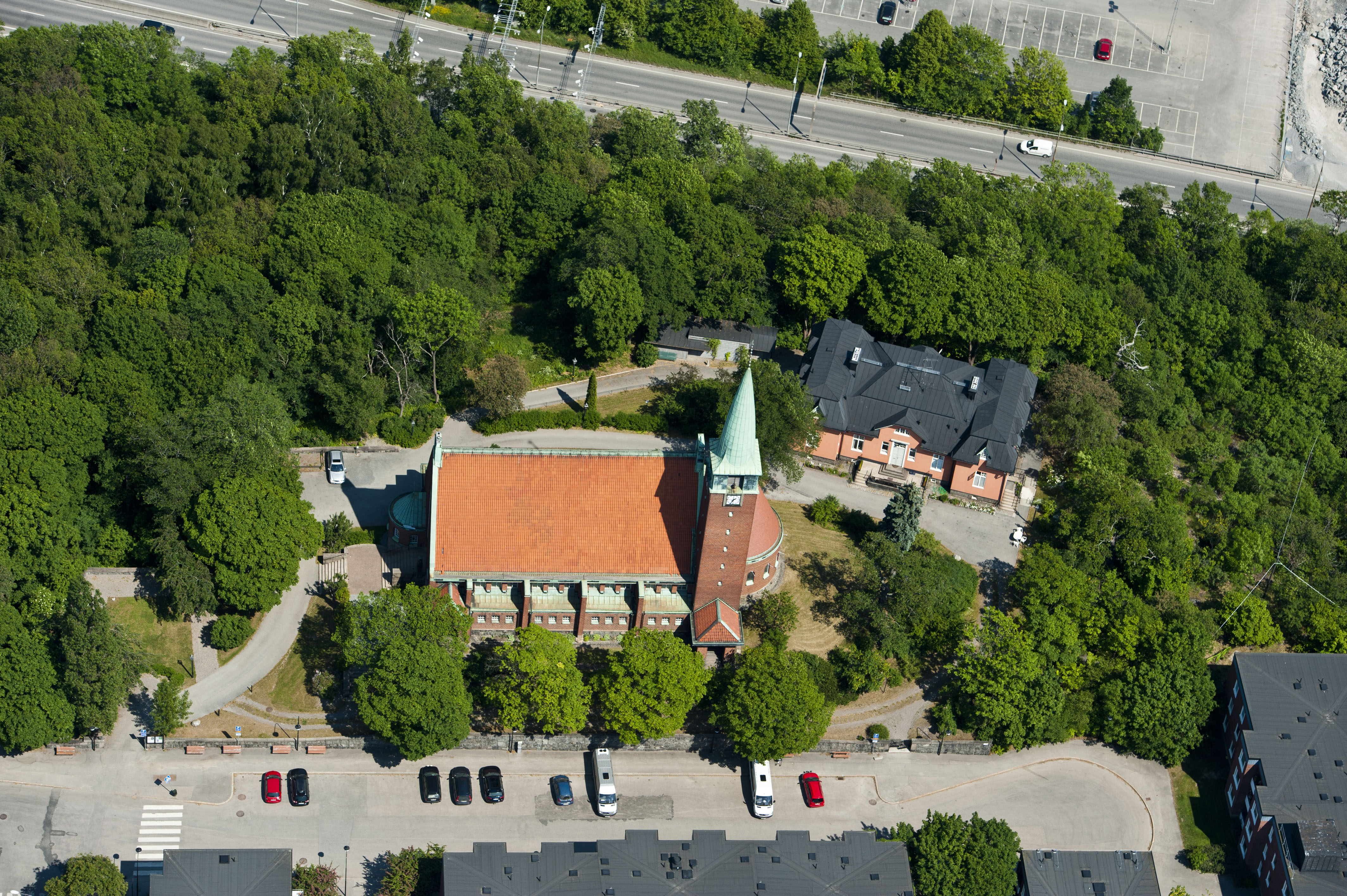
Vue aérienne.
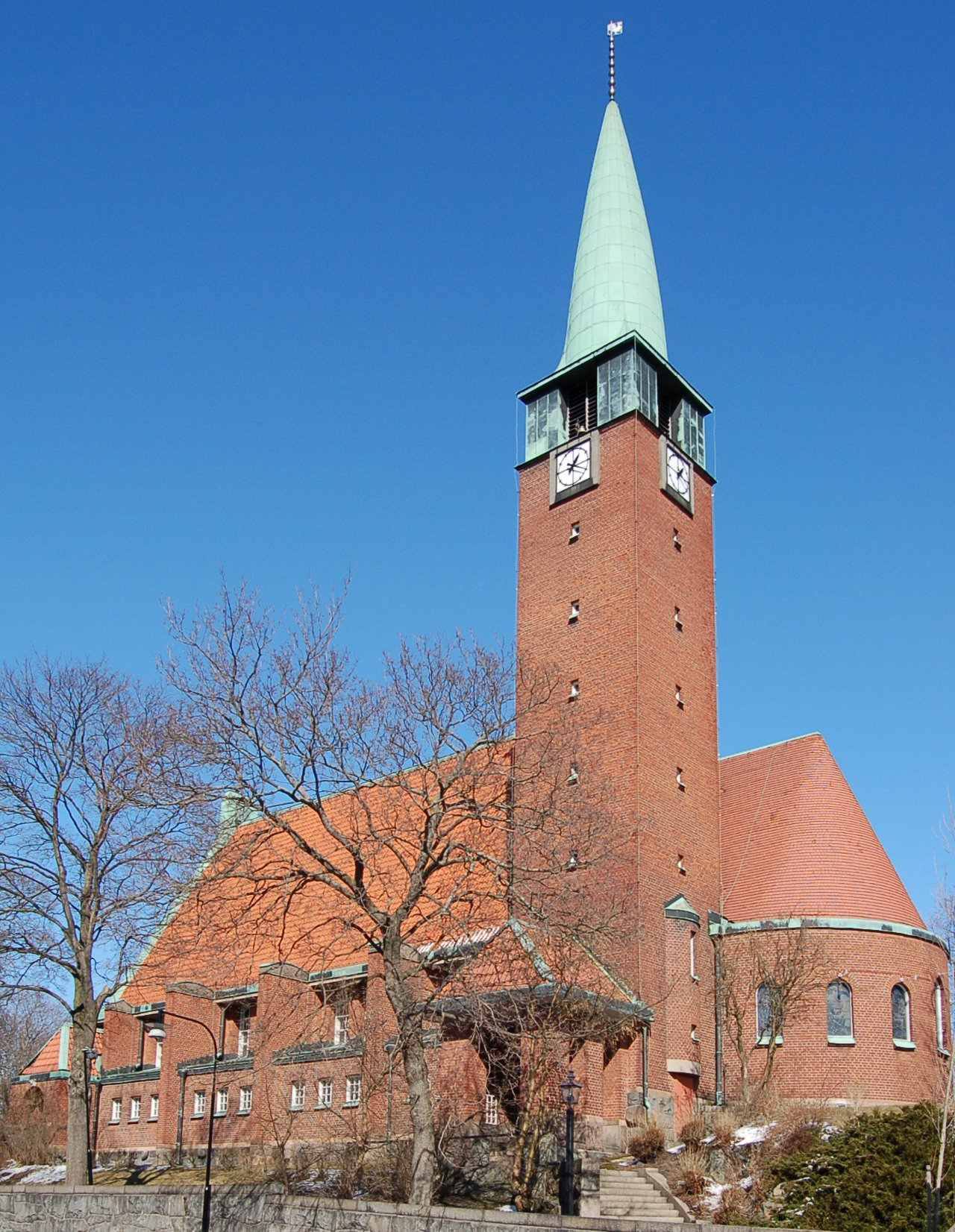
Vue du nord.
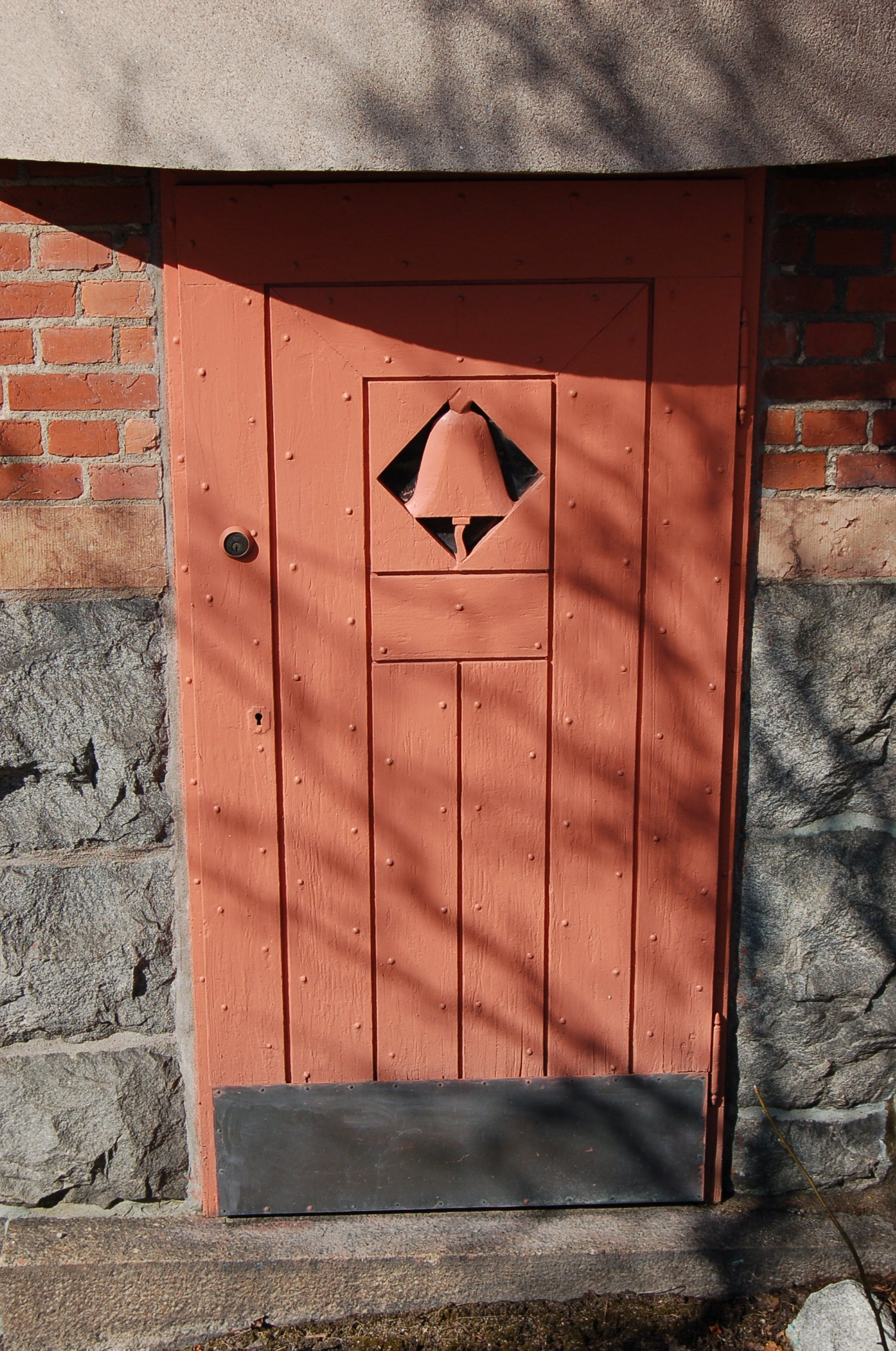
Porte du clocher.
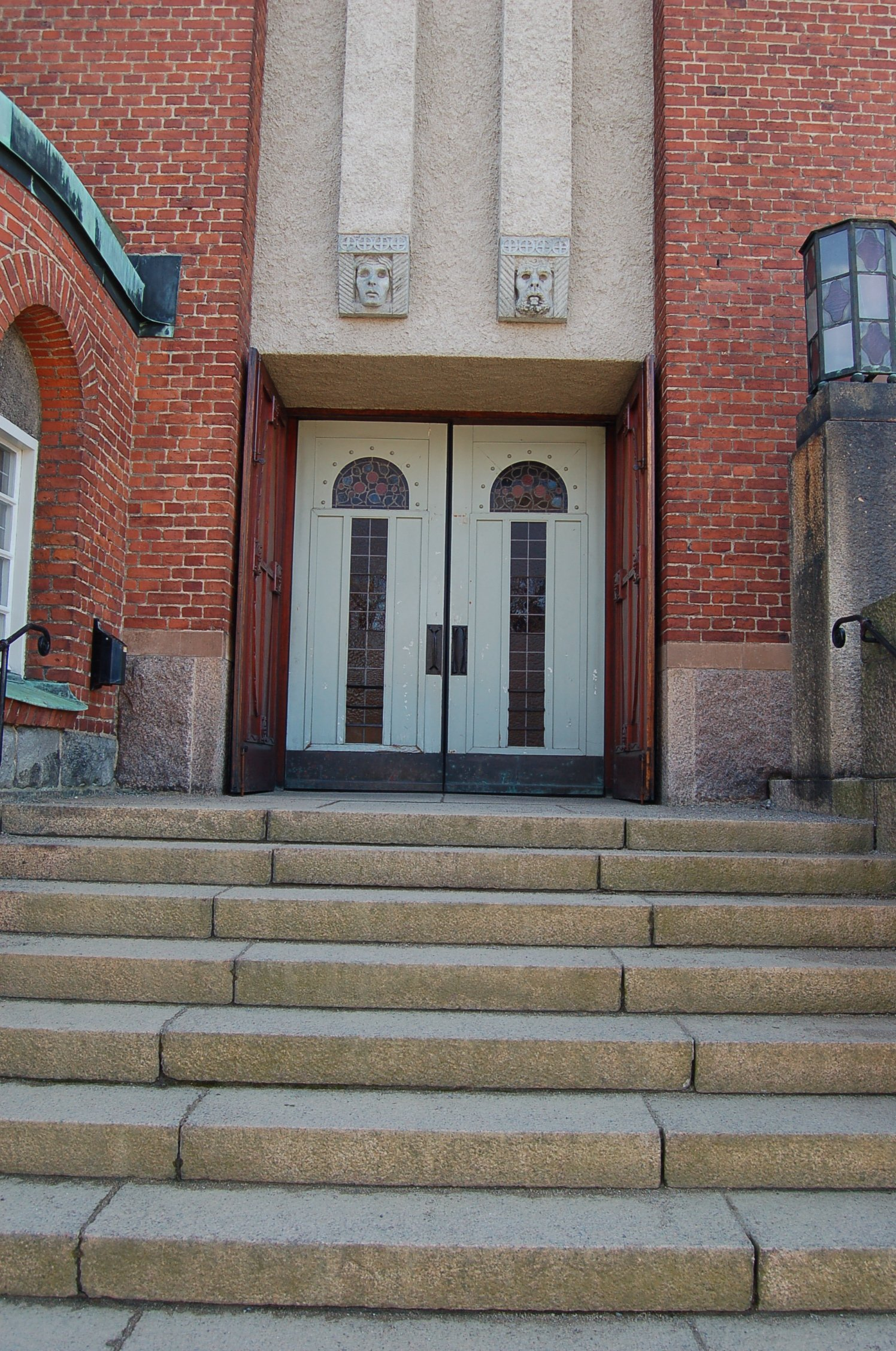
Le portail.
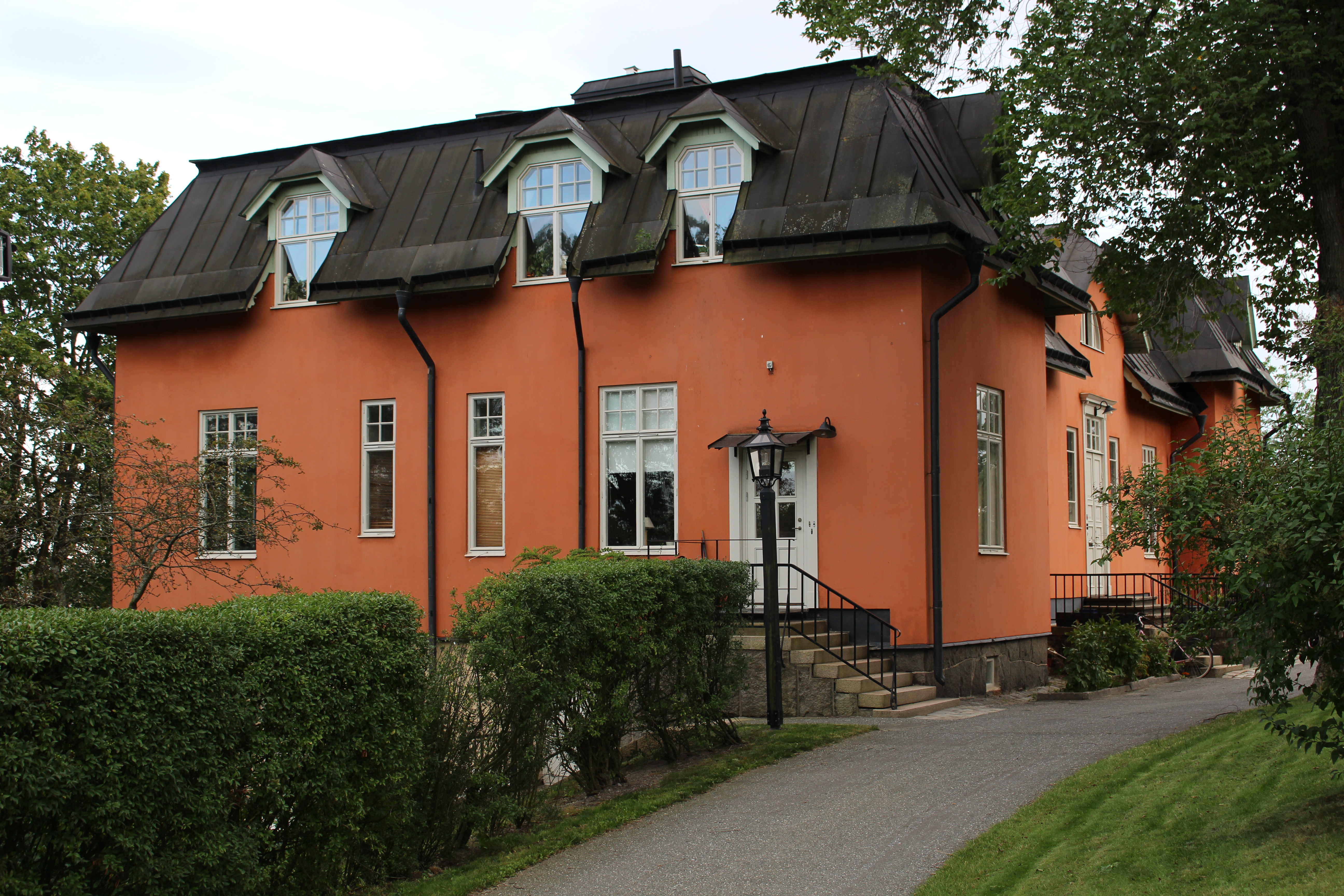
Maison paroissiale.